# Ermita de Nuestra Señora del Campo (Maeztu)
La Ermita de Nuestra Señora del Campo (antigua Santa Eufemia) es un pequeño edificio religioso románico que se encuentra ubicado a aproximadamente 1 km al oeste de Maeztu/Maestu (Álava, País Vasco), cercano al cementerio, junto al camino que conduce a Apellaniz.

## Historia

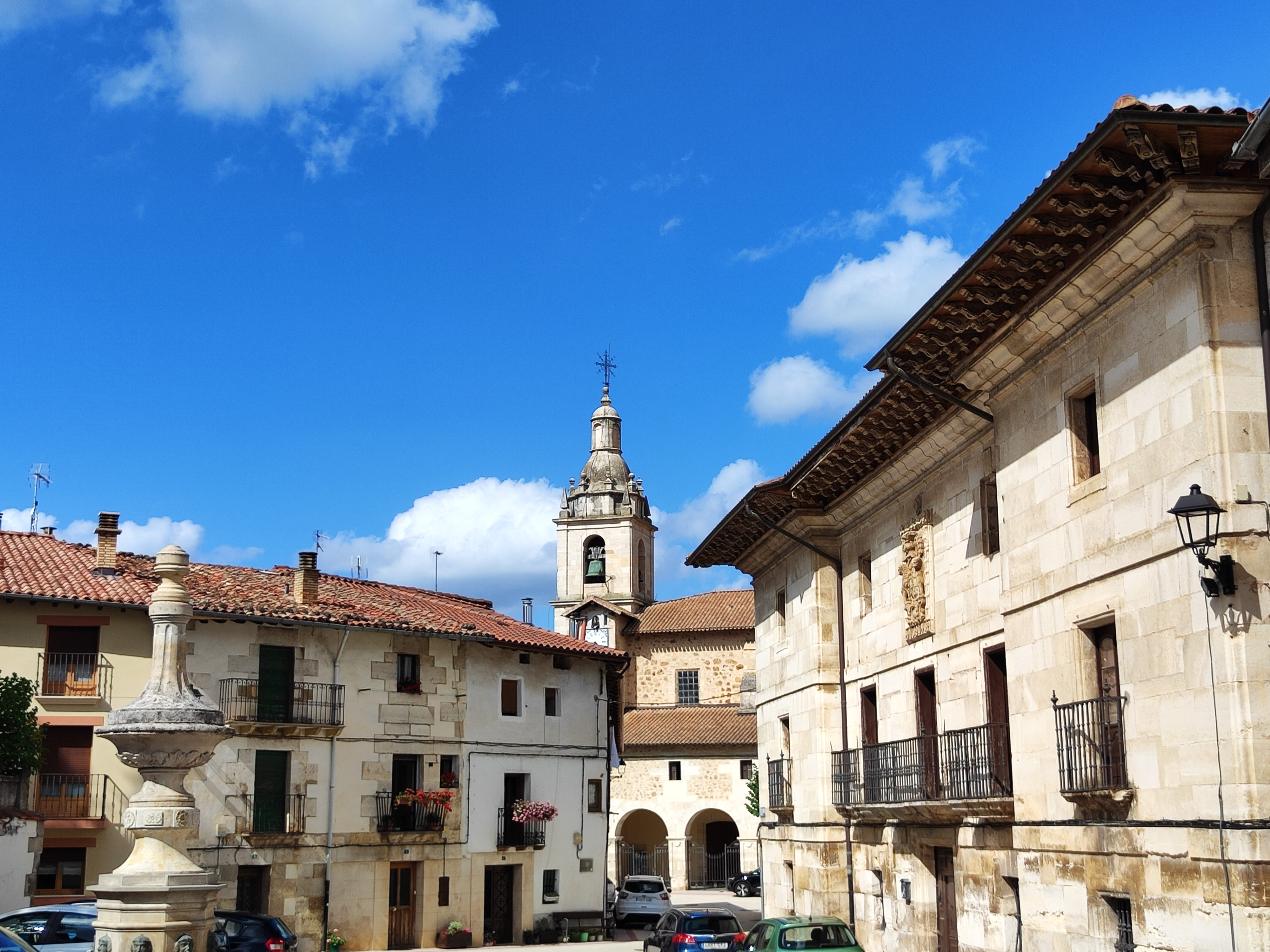
Maeztu

Maestu, la localidad en el que se encuentra la ermita, ha sido desde antiguo el núcleo principal del Valle de Arraia, integrado por ésta y otras cuatro villas: Azáceta, Vírgala Mayor, Vírgala Menor y Atauri. Su importancia se debe en gran parte a su situación, en un cruce de comunicaciones abierto hacia Navarra a través de tierras de Campezo y el túnel de San Adrián y hacia la Llanada Alavesa occidental por el puerto de Azáceta.
En la visita pastoral que realizó el visitador Martín Gil en 1556 (cuando la comarca era señorío de la poderosa familia de los Gaona) documentó la existencia en Maestu de seis ermitas, aunque sólo citó las de la Virgen del Campo y la de San Martín.
En 1771 la ermita original de Nuestra Señora del Campo estaba en ruinas, por lo que la imagen de su Virgen, el retablo del altar mayor y algunos elementos arquitectónicos se trasladaron a la ermita de Santa Eufemia, un edificio románico del siglo XIII. La última vez que aparece ésta en la documentación con el título de Santa Eufemia es en 1784; después, siempre figura con la denominación de Nuestra Señora del Campo.

## Descripción

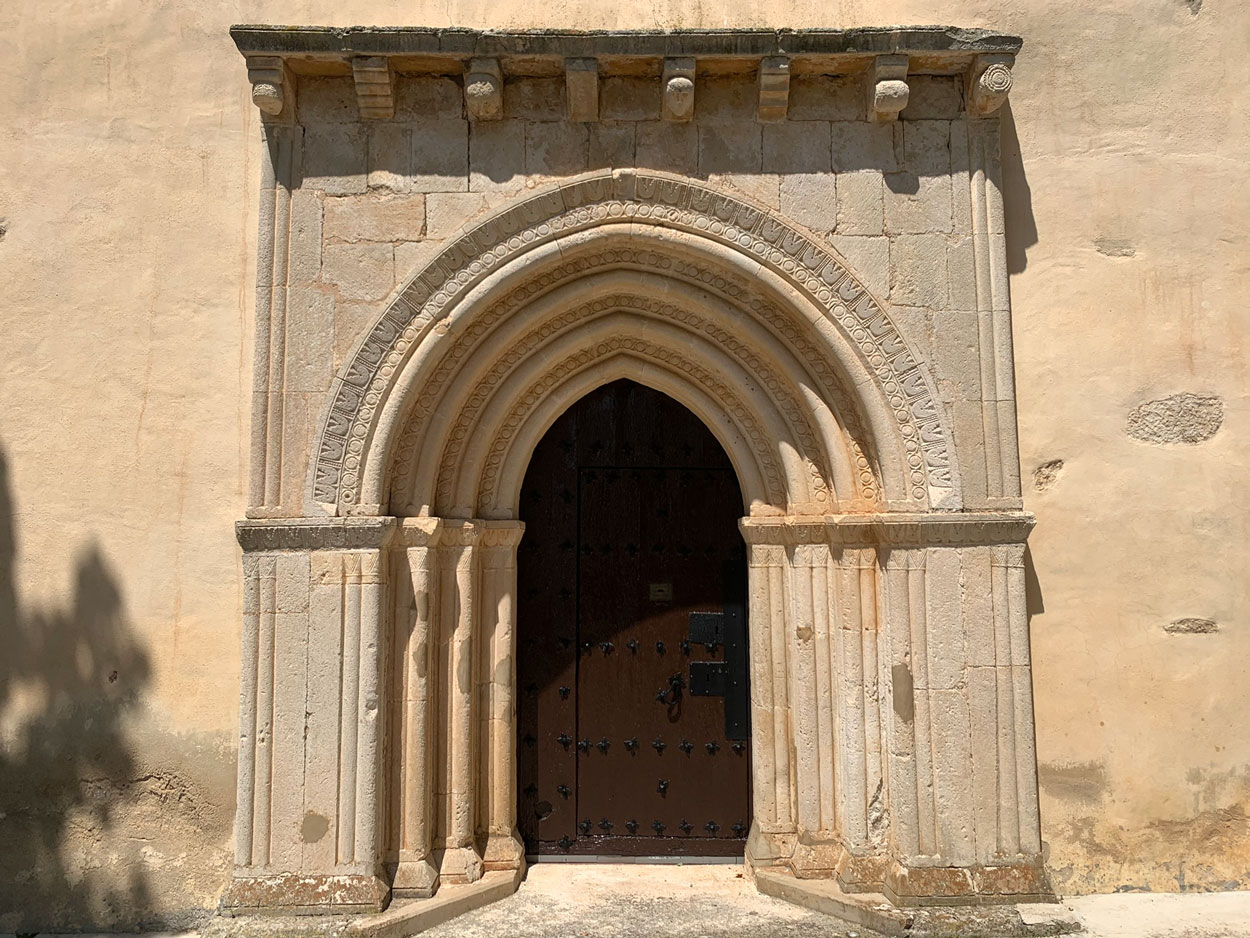
Nuestra Señora del Campo. Portada.

Es una construcción sencilla, de nave única con cabecera recta cubierta por bóveda de medio cañón ligeramente apuntado; va reforzada por dos arcos fajones en la nave y por un arco triunfal apeado en pilastras con medias columnas adosadas, basas de garras y capiteles historiados.

### Exterior

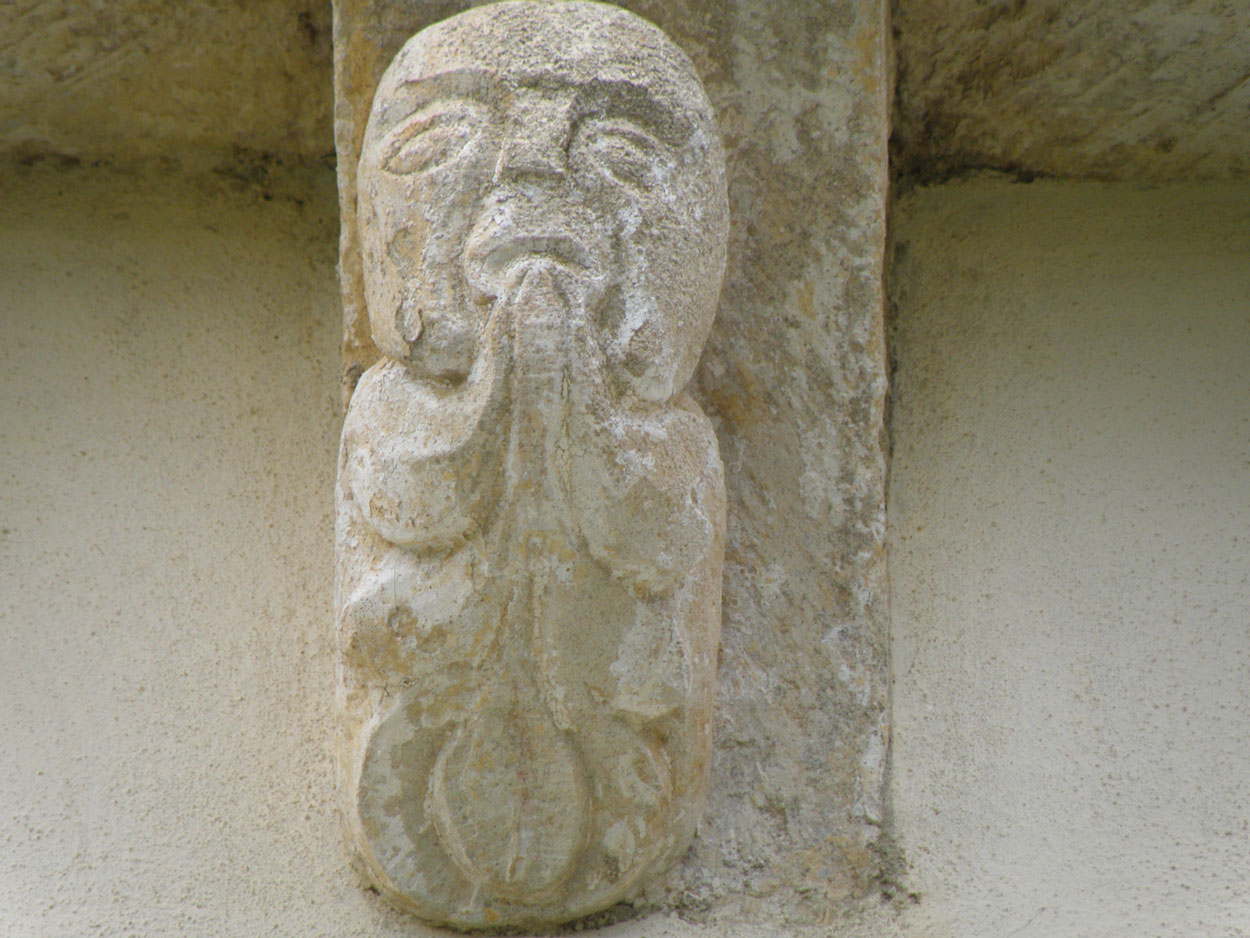
Ermita de Nuestra Señora del Campo. Canecillo.

La portada es uno de los elementos más interesantes de la ermita. Concebida a modo de arco de triunfo, está compuesta por cuatro arquivoltas baquetonadas y rematada por una línea de ocho curiosos canecillos que sostienen la cornisa. Entre ellos aparecen cuatro enigmáticos rostros, algunos de los cuales llevan unas originales tocas en su cabeza. Los intradós y trasdós de cada arquivolta se decoran con besantes inscritos en círculos. El sobrearco y la línea de imposta de la parte central están ricamente decorados con una sucesión de hojas muy estilizadas.
En los muros sur y este de la cabecera se abren dos ventanales románicos decorados. Sobre el ventanal del sur se ubican interesantes canecillos con decoraciones variadas: rostros esquemáticos, animales fantásticos y formas vegetales.
Sobre la portada y el tejado hay una espadaña moderna con un remate triangular y cruz de piedra en su vértice.

### Interior

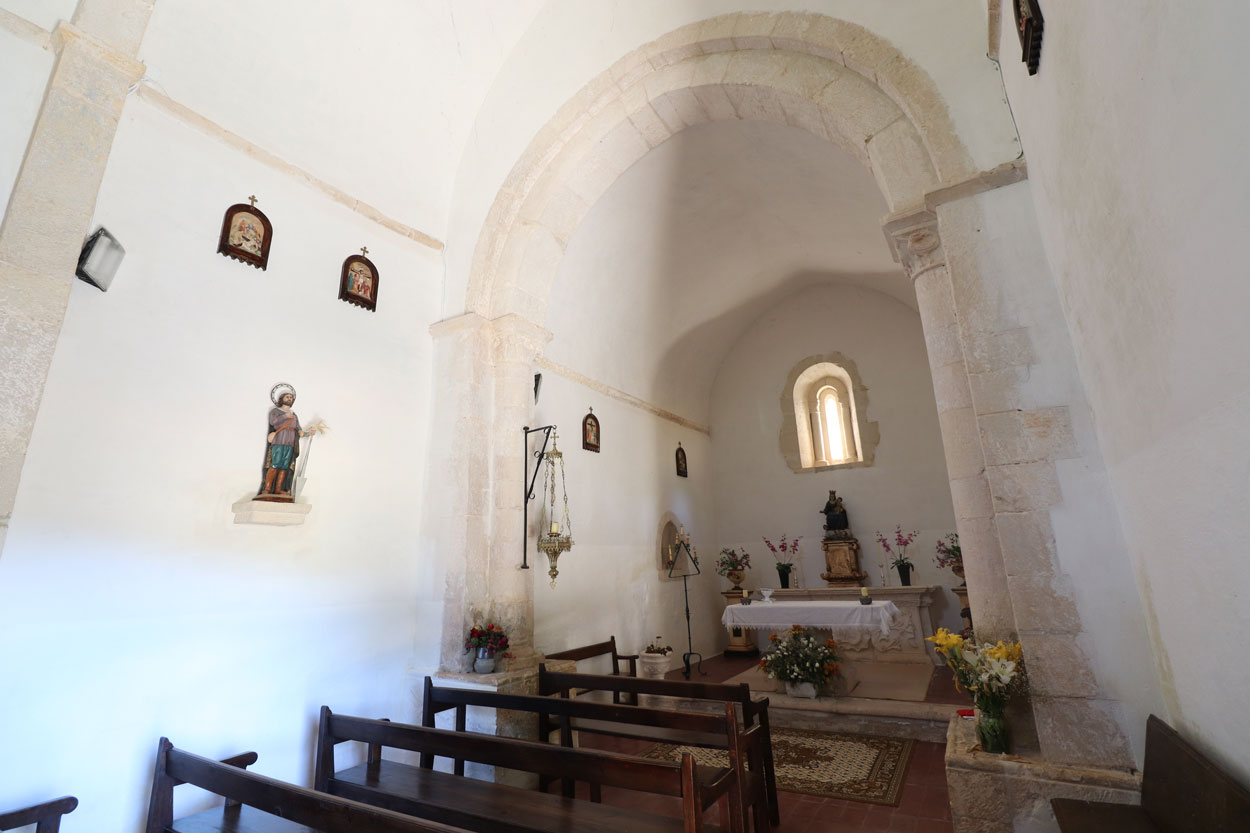
Ermita de Nuestra Señora del Campo. Cabecera.

El retablo del altar mayor, pagado en 1714, fue desmontado durante la restauración y no se conoce su paradero. Sus imágenes se trasladaron a la parroquia de Maeztu. La talla de Nuestra Señora del Campo que preside el altar, de tipo Andra Mari, es una versión moderna de la imagen medieval.

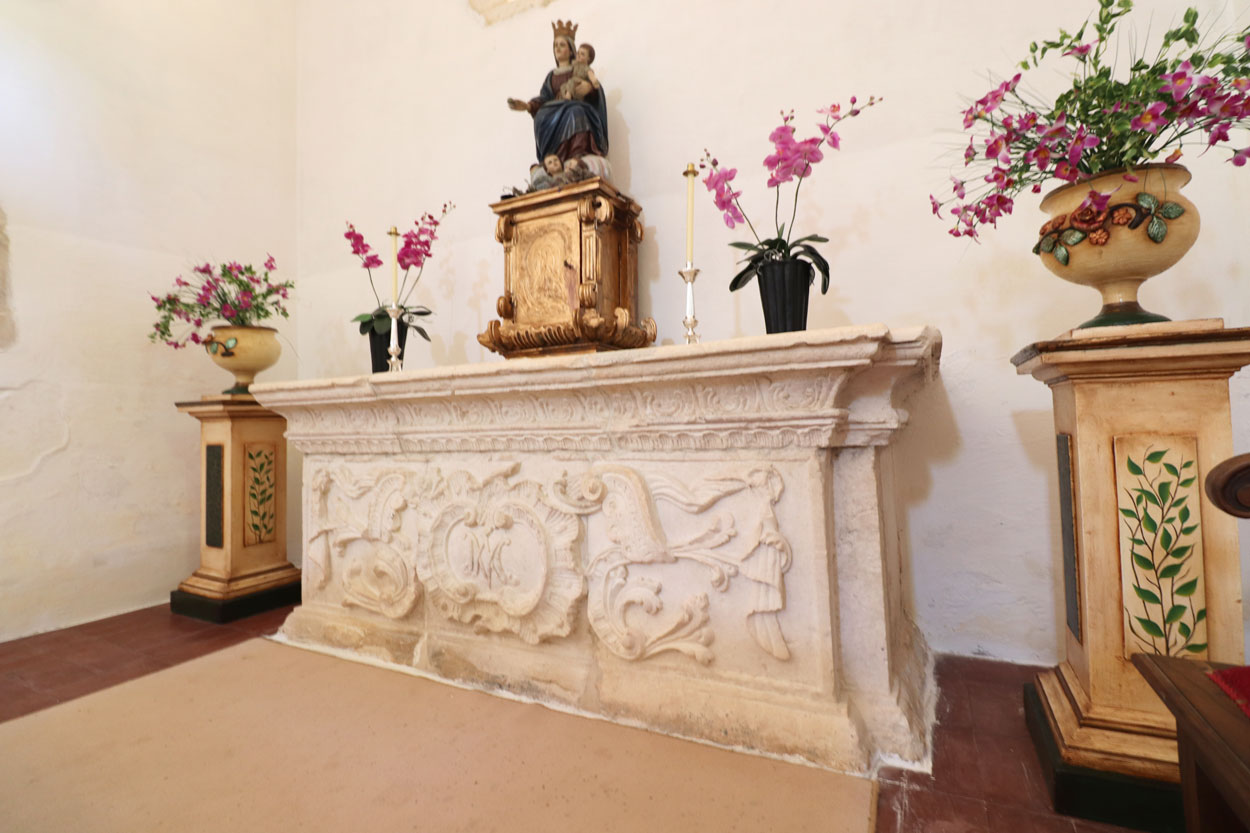
Ermita de Nuestra Señora del Campo. Altar.

En los capiteles del arco triunfal aparecen una serie de animales fantásticos enfrentados, de entre los cuales emerge una figura vestida con un extraño traje talar. La composición de dos monstruos flanqueando al personaje remite a la iconografía de Alejandro Magno surcando los cielos. Este hecho fue tomado en la Edad Media como imagen de la valentía que debe tener todo gobernante.
En 1791 se construyó el coro.
En 1981 se restauró el edificio y se realizaron excavaciones arqueológicas dirigidas por Paquita Sáenz de Urturi. Se pudo estudiar el contenido de cuatro silos, excavados en la roca natural que forma la base de la ermita, con abundante material cerámico medieval. También aparecieron varias tumbas, correspondientes al siglo XIII y al siglo XIV, tanto en el interior como en el exterior del templo. Se documentó también un nivel del siglo XVII con monedas de ese momento.